# Martin Spörr

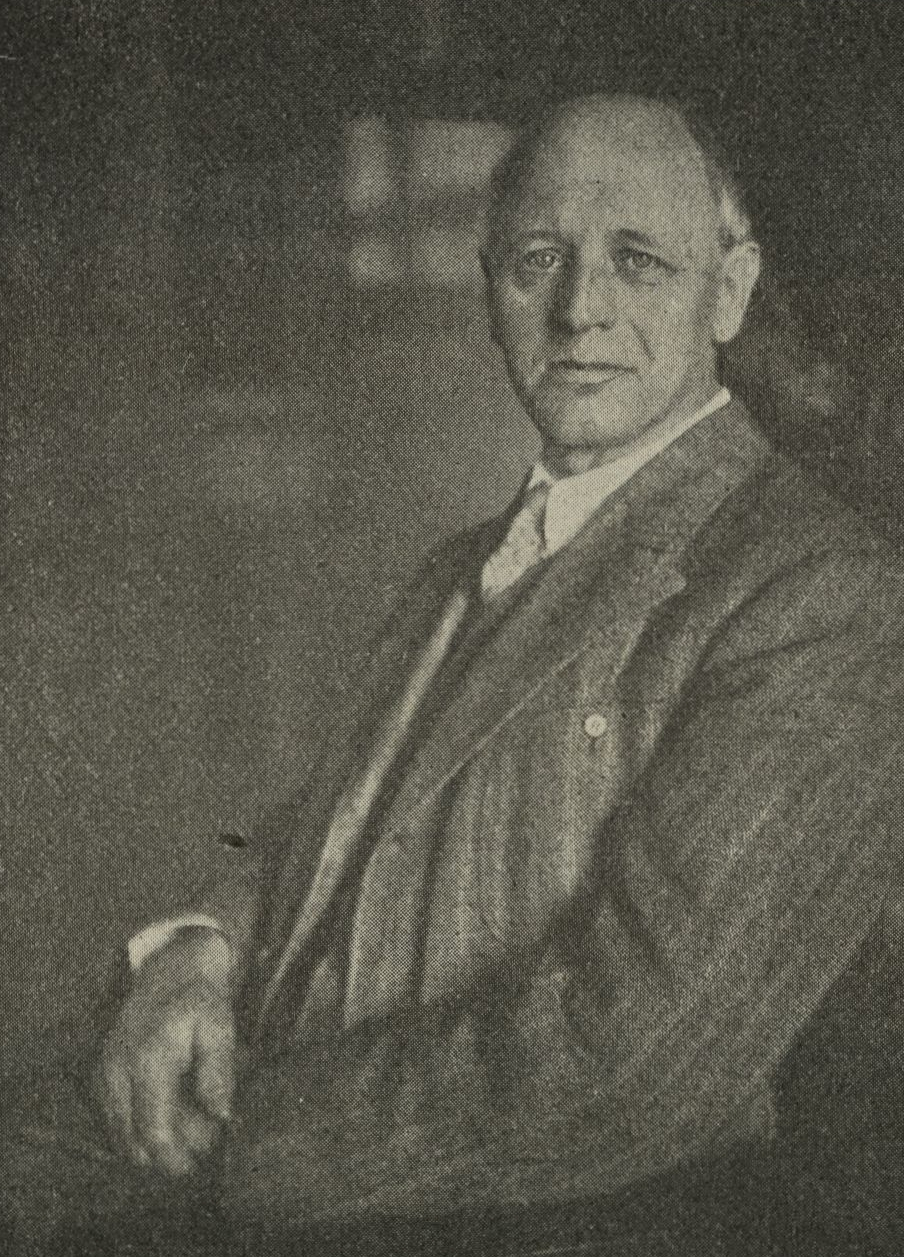
Aufnahme um 1927

Martin Spörr (* 16. Oktober 1866 in Wilten; † 2. September 1937 in Gallspach) war ein österreichischer Musiker, Dirigent und Komponist.

## Leben
Martin Spörr wurde 1866 als Sohn des gleichnamigen Schuhmachermeisters und der Maria Schindl in Wilten, heute ein Stadtteil von Innsbruck, geboren. Schon in der Volksschule wurde seine musikalische Begabung gefördert, ab 1875 lernte er an der Schule des Innsbrucker Musikvereins Waldhorn, Posaune und Kontrabass, unter anderem bei Joseph Friedrich Hummel und Josef Pembaur dem Älteren, anschließend am Wiener Konservatorium bei Robert Fuchs. Von 1883 bis 1885 war er Hornist im Orchester des Innsbrucker Stadttheaters, von 1885 bis 1888 Militärmusiker und von 1888 bis 1892 Kontrabassist am Stadttheater. Daneben unterrichtete er von 1888 bis 1899 an der Musikvereinsschule Blechinstrumente und Kontrabass. 
Für die musikalische Unterhaltung bei der ersten Tiroler Landesausstellung 1893 stellte er im Auftrag des Gemeinderats ein Orchester von 27 Mann zusammen. Danach wurde es in ein Städtisches Orchester, das heutige Tiroler Symphonieorchester Innsbruck, umgewandelt und bis 1899 von Spörr geleitet, als er zum Leiter des neu gegründeten Grazer Symphonie-Orchesters berufen wurde. 1902 wurde er als Nachfolger August Labitzkys Musikdirektor des Philharmonischen Orchesters in Karlsbad, das auf sein Bestreben vergrößert wurde und ab der Wintersaison 1903 „Philharmonische Konzerte“ veranstaltete. 1903/04 dirigierte er außerdem die Kurkapelle in Baden.
1905 wurde er neben Ferdinand Löwe ständiger Dirigent des Orchesters des Wiener Concertvereins, der heutigen Wiener Symphoniker, das er bei Symphoniekonzerten im Wiener Musikverein und im Volksgarten, in den Sommermonaten von 1906 bis 1918 auch bei den Kurkonzerten in Bad Kissingen leitete. Von 1922 bis 1932 wirkte er als administrativer Leiter des von ihm gegründeten Vereins Wiener Sinfonie-Orchester, einem Zusammenschluss von Musikern des Vereins Wiener Tonkünstler-Orchester mit dem Wiener Concertverein. Bis 1932 dirigierte er die Sommerkonzerte im Wiener Burggarten, ansonsten nur noch aushilfsweise.
Martin Spörr war außerdem als Organisator, insbesondere als Leiter der Konzertdirektion „Vindobona“, tätig. Als Komponist schuf er unter anderem eine Oper über das Leben des Fiechter Abtes Cölestin Böhm, ein Mysterienspiel, Symphonien, kleine Orchesterstücke, Klaviermusik, Märsche, Tänze und Lieder, darunter Vertonungen aus Des Knaben Wunderhorn. Seinen Werken war allerdings kein Erfolg beschieden. Als Dirigent leitete er Ur- und Erstaufführungen zahlreicher zeitgenössischer Werke.

## Ehrungen
- Bürger ehrenhalber der Stadt Wien, 1926
- Ehrenring der Stadt Innsbruck, 1933[2]
- Berufstitel Professor
- Brucknerring des Vereins Anton Bruckner
- Benennung der Prof.-Martin-Spörr-Straße im Innsbrucker Stadtteil Reichenau, 1993[2]

## Werke (Auswahl)
- Der Abt von Fiecht, Oper, Uraufführung 1917 in Nürnberg
- Gevatter Tod, Mysterienspiel, Uraufführung 1926 in Graz
- Symphonie e-Moll, Uraufführung 1904 in Karlsbad
- Ein Sonntag in Tirol. Tongemälde über die beliebtesten Tiroler Lieder, Märsche und Tänze
- Tiroler Kaiserjäger-Marsch, op. 19
- Tiroler Bundesfestmarsch, 1896